# Hardiman Scott
Pour les articles homonymes, voir Scott.
Hardiman Scott, né le 2 avril 1920 à King's Lynn, dans le comté du Norfolk, en Angleterre, et mort le 15 septembre 1999 à Boxford, dans le comté du Suffolk, est un écrivain britannique, auteur de roman policier.

## Biographie
Il est reporter pour la BBC et suit notamment les événements de la crise du canal de Suez. En 1960, il devient le premier correspondant politique de la chaîne de télévision britannique. Il y fait toute sa carrière professionnelle, finissant adjoint au directeur général.
En 1982, il publie son premier roman, Lady Tête-de-Lard (Operation Ten), dans lequel il fait enlever Margaret Thatcher par un commando irlandais qui exige le retrait des troupes britanniques d'Irlande du Nord.

## Œuvre

### Romans signés Hardiman Scott
- Operation Ten (1982) Publié en français sous le titre Lady Tête-de-Lard, Paris, Éditions Gallimard, coll. « Série noire » no 1907 (1983)  (ISBN 2-07-048907-8)
- No Exit (1984)
- Deadly Nature (1985) (autre titre Blueprint for a Terrorist)
- Bait of Lies (1986)

### Roman signé Peter Fielding
- Text for Murder (1951)

## Sources
: document utilisé comme source pour la rédaction de cet article.
Claude Mesplède et Jean-Jacques Schleret, Les Auteurs de la Série noire p. 415, Joseph K. (1996)  (ISBN 9-782-91068611-6)